# 克莉絲汀·戴維斯
克莉絲汀·蘭登·戴維斯（英語：Kristin Landen Davis，1965年2月23日—）是一位美國女演員及監製，以HBO影集《慾望城市》一角夏綠蒂·約克聞名。

## 早期生活與教育
戴維斯出生於美國科羅拉多州的博爾德，是家中的獨生女，父母在她嗷嗷待哺就離婚了。她的繼父凱斯·戴維斯（Keith Davis）是一位南卡羅萊納大學的心理學教授，其母桃樂絲（Dorothy）是一名大學檔案分析師。戴維斯有三位姊妹，是繼父第一次婚姻所生養的小孩。
戴維斯童年時，與父母搬到了南卡羅萊納州的哥倫比亞，當時她的繼父正於南卡羅萊納大學擔任教務長並教授心理學。
戴維斯在10歲時曾表演過《白雪公主與七個小矮人》，之後便一直夢想當個演員。1983年高中畢業後，她搬離南卡，遷居至紐澤西州，就讀羅格斯大學。

## 職業生涯

### 電視
1987年大學畢業後，戴維斯搬到了紐約，在與朋友開設瑜珈工作室前，曾當過餐廳侍應。1995年，她接演一肥皂劇《Melrose Place》，受到大家的注意，製作人發現觀眾不喜歡她的角色，因此戴維斯演出一年後就離開此節目。戴維斯也曾在電視影集演出，如《六人行》和《Seinfeld》。
1998年，戴維斯接演HBO影集《慾望城市》裡的夏綠蒂·約克的角色，直到2004年影集播畢，她是四個主要角色中唯一沒受到1998年艾美獎的提名，往後直到2004年每年都受提名。

### 電影
戴維斯曾演過許多電影，也拍攝過海倫仙度絲洗髮精的廣告。
2007年，戴維斯接演了《慾望城市》電影版，一樣是由製作人麥可·派翠克·金執導，電影已於2008年5月底上映。

## 私人生活
戴維斯曾酗酒，她表示，因為美國南方的文化的緣故，所以很早就接觸到酒類，她認為酒精能釋放她的心靈，她在20多歲時復原。
戴維斯承認喜歡與男演員約會，她的前男友們的背景都相當廣，包括艾力·寶雲、傑夫·高布倫和李佛·薛伯。她曾說過：「如果我能給我自己一個願望，那就是戀愛，雖然是給自己找麻煩，但那就是事實。」
戴維斯現居住於加州洛杉磯。

## 外部連結
- Kristin Davis在互联网电影资料库（IMDb）上的資料（英文）
- 《慾望城市》新聞專欄檔案集（页面存档备份，存于）